# Brugbedieningscentrum Steekterpoort
Brugbedieningscentrum Steekterpoort is een bedieningscentrum in Alphen aan den Rijn. Het is gelegen aan de rivier de Gouwe, ten zuiden van de monumentale Hefbrug Gouwesluis. Het gebouw kwam in 2014 gereed.
De provincie Zuid-Holland verzorgt vanuit het bedieningscentrum op afstand de bediening van bruggen in de omgeving van Alphen aan den Rijn. Schepen worden op hun vaartraject gevolgd, daardoor kan de bediening van de bruggen daarop worden afgestemd. Hierdoor is het mogelijk de hinder voor zowel het wegverkeer (open bruggen) als scheepvaartverkeer (gesloten bruggen) te beperken. Het systeem wordt de Blauwe Golf genoemd.

## Het gebouw

### Architectuur
Het gebouw is nagenoeg volledig uit staal opgetrokken en sluit qua architectuur aan bij nabij gelegen hefbrug. In de staalconstructies van het gebouw zijn dezelfde schoren te zien als in de brug. De vorm van het pand heeft wel wat weg van de romp van een schip. Het complex meet 40 bij 10 meter en heeft een doorzichtige verdieping. Aan de ene zijde bevinden zich acht bedien- en twee coördinatieplekken voor de brugbedienaars en aan de andere kant een kantine en vergaderruimte. Het ontwerp is van Blok Kats van Veen architecten.

### Duurzaam ontwerp
Het centrum is ontworpen volgens het Trias energetica model. Dit betekent dat tijdens de bouw zo weinig als mogelijk energie is verbruikt en dat het gebouw tijdens de gebruiksperiode zoveel mogelijk in de eigen energiebehoefte zal voorzien en nauwelijks CO2 uitstoot. Bij de keuze van materialen is het Cradle to Cradle principe toegepast.
Het ontwerp was genomineerd voor de Nationale Staalprijs 2014 in de categorie utiliteitsbouw. De jury stelde vast dat over het ontwerp is nagedacht gezien de detaillering. Diverse componenten dragen volgens de nominatie bij aan duurzaamheid, zoals holle vloeren waardoor een flexibele installatie-indeling mogelijk is.

## Fotogalerij

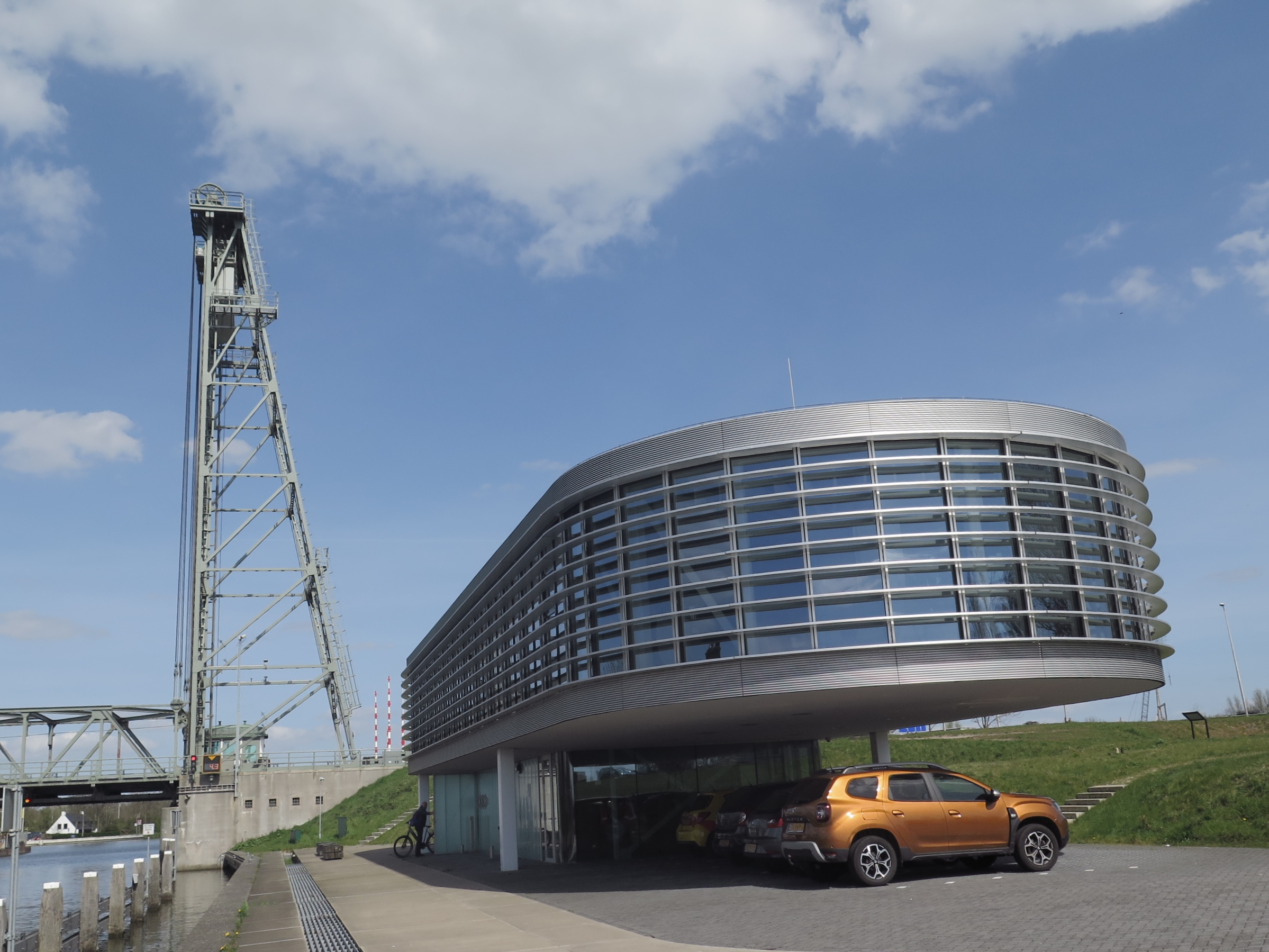
Het gebouw
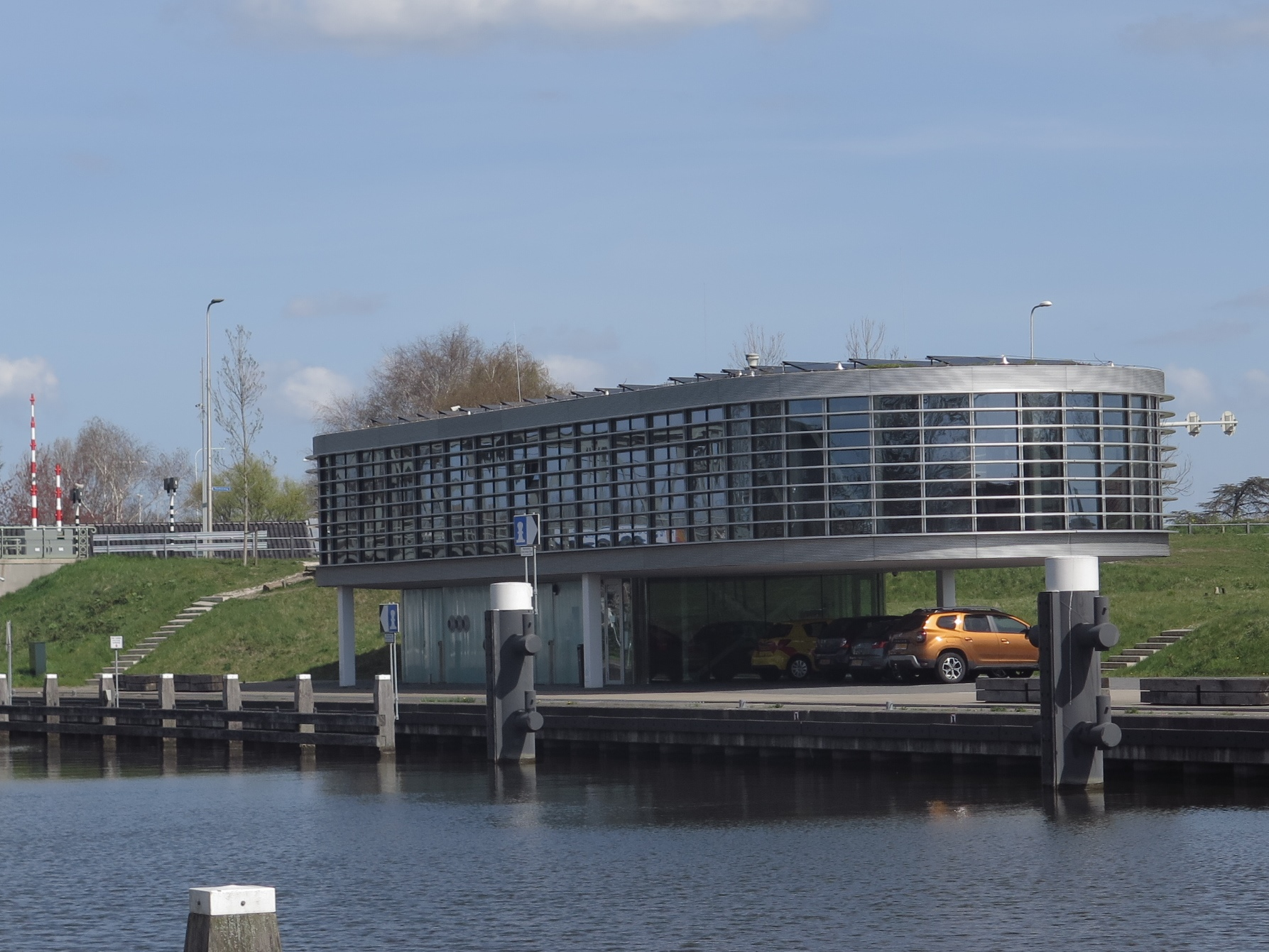
Gelegen aan de Gouwe
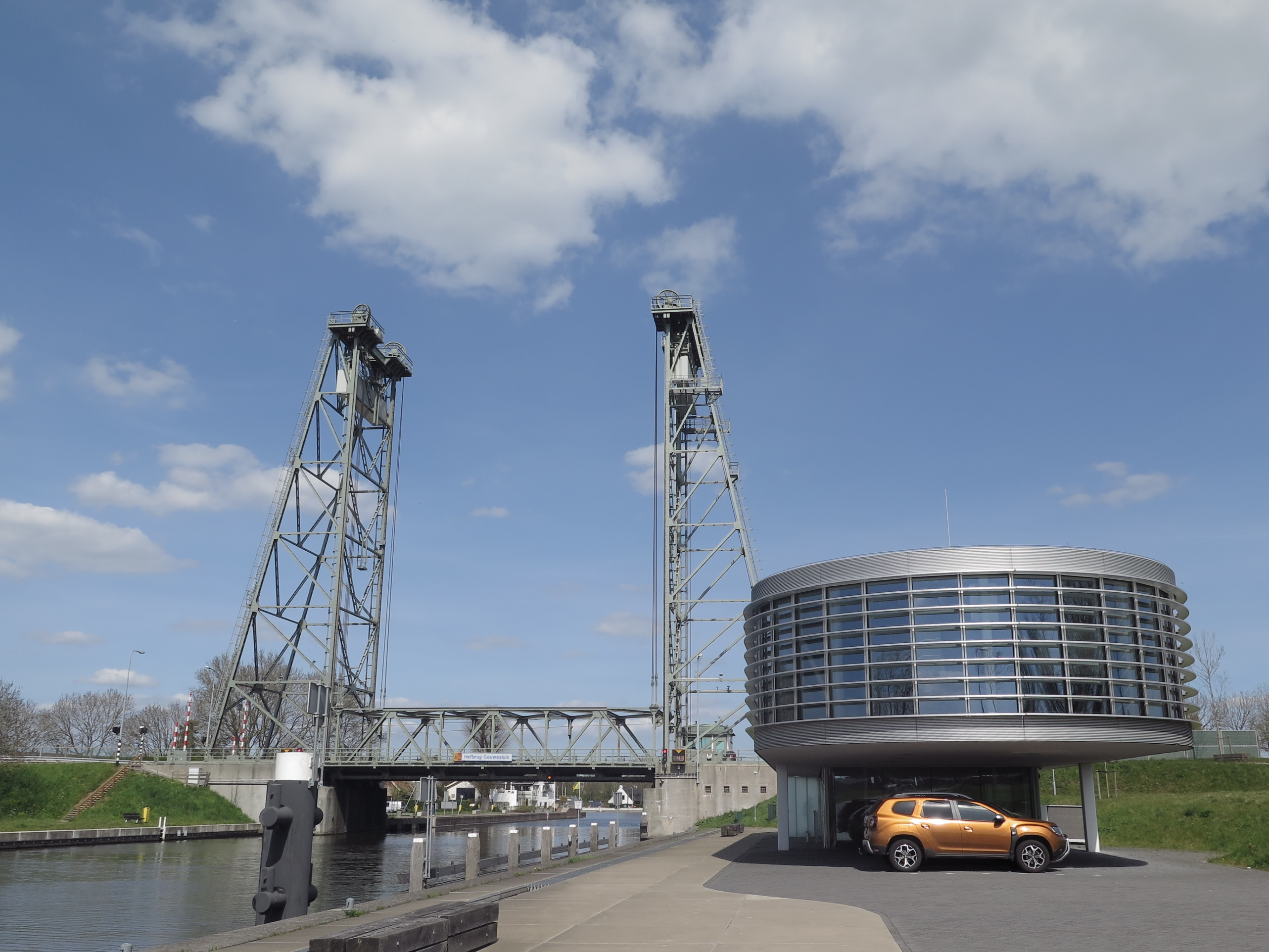
Met hefbrug Gouwesluis

## Technische specificaties
Energie Prestatie Coëfficient (EPC) gebouw = 0,0 
Bronsysteem Vermogen: 178.000 kWh 
Rendement: COP = 14,8 (1 kWh erin = 14,8 kWh eruit) 
Zonnepanelen Vermogen: 18.000 Wattpiek Rendement: 0,85 x 18.000 Wp per jaar = 15.300 kWh per jaar 
Energietransitie: Het gebouw heeft geen gasaansluiting 
Koeling datacenter: De systeemkasten in het datacenter van het gebouw worden met behulp van water uit de bodem gekoeld in de kast zelf. Energiebesparing door niet de hele ruimte te koelen
Sedumdak dat zorgt voor - temperatuurverhoging in winter en temperatuurverlaging in zomer - filteren van fijnstof - vasthouden van regenwater 
Driedubbel glas (Triple glas) 
Zonwering: In de vorm van horizontale lamellen en screens aan de buitenzijde om te voorkomen dat warmtelast van buiten naar binnen komt waardoor de installatie kleiner kon worden ontworpen
Energiezuinige verlichtingsconcepten (LED en aanwezigheidsdetectie)
Waterloze urinoirs
Ecologisch verantwoord openbaar park: Water vasthouden in het omliggend terrein ipv direct afvoeren naar het riool - met nieuw aangelegde watergang en wadi. De watergang is zo aangelegd dat in de verschillende delen van de watergang (greppel, sloot, kademuur, uitmondend in een poel) gevarieerde en zo optimaal mogelijke ecologische milieus ontstaan. Verder: onverdedigde (dwz zonder damwanden), ecologische taluds van watergang minimaal 1:5 of flauwer waar mogelijk (voor stevigheid en ecologie)
Het beheer van het terrein: op ecologisch verantwoorde wijze, wat wil zeggen niet overbodig inzaaien of planten, gefaseerd maaien, afzetten en afvoeren (watergangen 4-jaarlijks), niet-chemische bestrijding van onkruid in verharde delen terrein 
Overtollig water wordt van het dak afgevoerd naar de aangelegde watergang (ipv direct naar riool)
Waterdoorlatende klinkers 
Innovatief verwarmen van gebouw met verse, warme lucht (warmte geproduceerd door datacenter) die in luchtkanalen door de bureaus stroomt 
Zeer dunne en holle prefab betonnen vloeren om materiaal en ruimte te besparen
Snellaadpaal met 2 aansluitingen voor het (binnen een half uur) opladen van 2 elektrische auto's

## Aangesloten bruggen
Vanaf Brugbedieningscentrum Steekterpoort worden 24 bruggen op afstand bediend:
- Gouderakse brug
- Coenecoopbrug
- Amaliabrug
- Hefbrug Waddinxveen
- Hefbrug Boskoop
- Hefbrug Gouwesluis
- Broekvelderbrug
- Burgemeester Crolusbrug
- Zwammerdamsebrug
- Ziendebrug
- Steekterbrug
- Kattenbrug
- Papenbrug
- Vijfgatenbrug
- Aardammerbrug
- Zegerbrug
- Koningin Máximabrug
- Rijnhavenbrug
- Albert Schweitzerbrug
- Koningin Julianabrug
- Alphense Brug
- Swaenswijkbrug
- Woubrugsebrug
- 's-Molenaarsbrug